# Квирини, Анджело Мария
Анджело Мария Квирини (итал. Angelo Maria Quirini; 30 марта 1680, Венеция, Венецианская республика — 6 января 1755, Рим, Папская область) — венецианский кардинал и куриальный сановник, бенедиктинец. Архиепископ Корфу с 22 ноября 1723 по 30 июля 1727. Епископ-архиепископ Брешии с 30 июля 1727 по 6 января 1755. Библиотекарь Святой Римской Церкви с 4 сентября 1730 по 6 января 1755. Префект Священной конгрегации Индекса с 11 августа 1740 по 6 января 1755. Кардинал in pectore с 9 декабря 1726 по 20 сентября 1727. Кардинал-священник с 20 сентября 1727, с титулом церкви Сант-Агостино с 22 декабря 1727 по 8 марта 1728. Кардинал-священник с титулом церкви Сан-Марко с 8 марта 1728 по 11 марта 1743. Кардинал-священник с титулом церкви Санта-Прасседе с 11 марта 1743 по 6 января 1755.

## Биография
Вступил в орден бенедиктинцев в 1696 году, 24 марта 1702 года рукоположён в священника. Был аббатом монастыря Монте-Кассино, позже архиепископом Корфу с 22 ноября 1723 по 30 июля 1727 и епископом Брешии с 30 июля 1727. Возведён в кардиналы-священники in pectore 9 декабря 1726, папой римским Бенедиктом XIII. Жил большей частью в Риме, как Библиотекарь Ватиканской Библиотеки и префект Священной Конгрегации Индекса с 1740.
Член французской Академии надписей и изящной словесности (1750).

## Труды
Его произведения: «Primordia Corcyrae» (Брешия, 1725, 2 изд. 1738), «Specimen variae literaturae» (Бр., 1739), «Pauli II P. M. vita» (Рим, 1740). Есть много собраний его писем. В его обработке появились произведения Ефрема Сирина на греческом, сирийском и латинском языках (Рим, 1732—1746), которые он позже перевёл. Особенно важны для знакомства с его деятельностью им самим составленные «Commentarii der rebus pertinentibus ad A. М. Quirinum» (Бр., 1749, 1754, 1756).